# Hans-Jürg Gerber

Hans-Jürg Gerber (um 1970)

Hans-Jürg Gerber (* 3. November 1929 in Aarau; † 28. August 2018 in Wettingen; heimatberechtigt in Langnau) war ein Schweizer Physiker und Professor an der ETH Zürich.

## Leben
Hans-Jürg Gerber studierte und doktorierte von 1949 bis 1959 an der ETH Zürich, anschliessend arbeitete er an der Universität Illinois. Von 1962 bis 1968 arbeitete er am CERN und führte Experimente am 28-GeV-Synchrotron durch. 1968 wurde er Abteilungsleiter Forschung am Schweizerischen Institut für Nuklearforschung (SIN). 1970 wurde er zum ausserordentlichen Professor für Experimentalphysik an der ETH Zürich gewählt und 1977 zum ordentlichen Professor für dasselbe Lehrgebiet befördert. Im Frühjahr 1997 wurde er emeritiert.

## Forschung
Gerber prägte die Grundlagenforschung am SIN und späteren Paul-Scherrer-Institut mit seinen Präzisionsexperimenten zum Zerfall der geladenen Myonen. Er war wesentlich am Erfolg des CPLEAR-Experiments am CERN beteiligt. Aus den Ergebnissen des Experiments zur Verletzung der Zeitumkehrinvarianz (T-Invarianz) leitete er bedeutende theoretische Arbeiten zur T-, CP- und CPT-Invarianz ab.

## Publikationen (Auswahl)
- Streuung und Polarisationseffekte von 3,27-MeV-Neutronen an Deuteronen. ETH Dissertation Nr. 2926, 1959 (doi:10.3929/ethz-a-000092404).